# ねずみの騎士デスペローの物語
『ねずみの騎士デスペローの物語』（The Tale of Despereaux）は、ケイト・ディカミロの児童文学（絵：ティモシー・バジル・エリング）。2003年出版、2004年ニューベリー賞受賞。
日本では2004年10月にポプラ社より出版（訳：子安亜弥）。

## 映画化
2008年にアニメ映画として公開。アメリカ/イギリス合作。2008年12月19日にユニバーサル・ピクチャーズ配給で公開。日本では劇場公開されていないが、2012年12月5日にDVDで発売された。

### 声の出演
- デスペロー：マシュー・ブロデリック（日本語吹替：高木渉）
- ロスキューロ：ダスティン・ホフマン（日本語吹替：内田直哉）
- ピー姫：エマ・ワトソン（日本語吹替：うえだ星子）
- ミグ：トレイシー・ウルマン（日本語吹替：野浜たまこ）
- グレゴリー：ロビー・コルトレーン（日本語吹替：中村浩太郎）